# ネッツグラーフィ

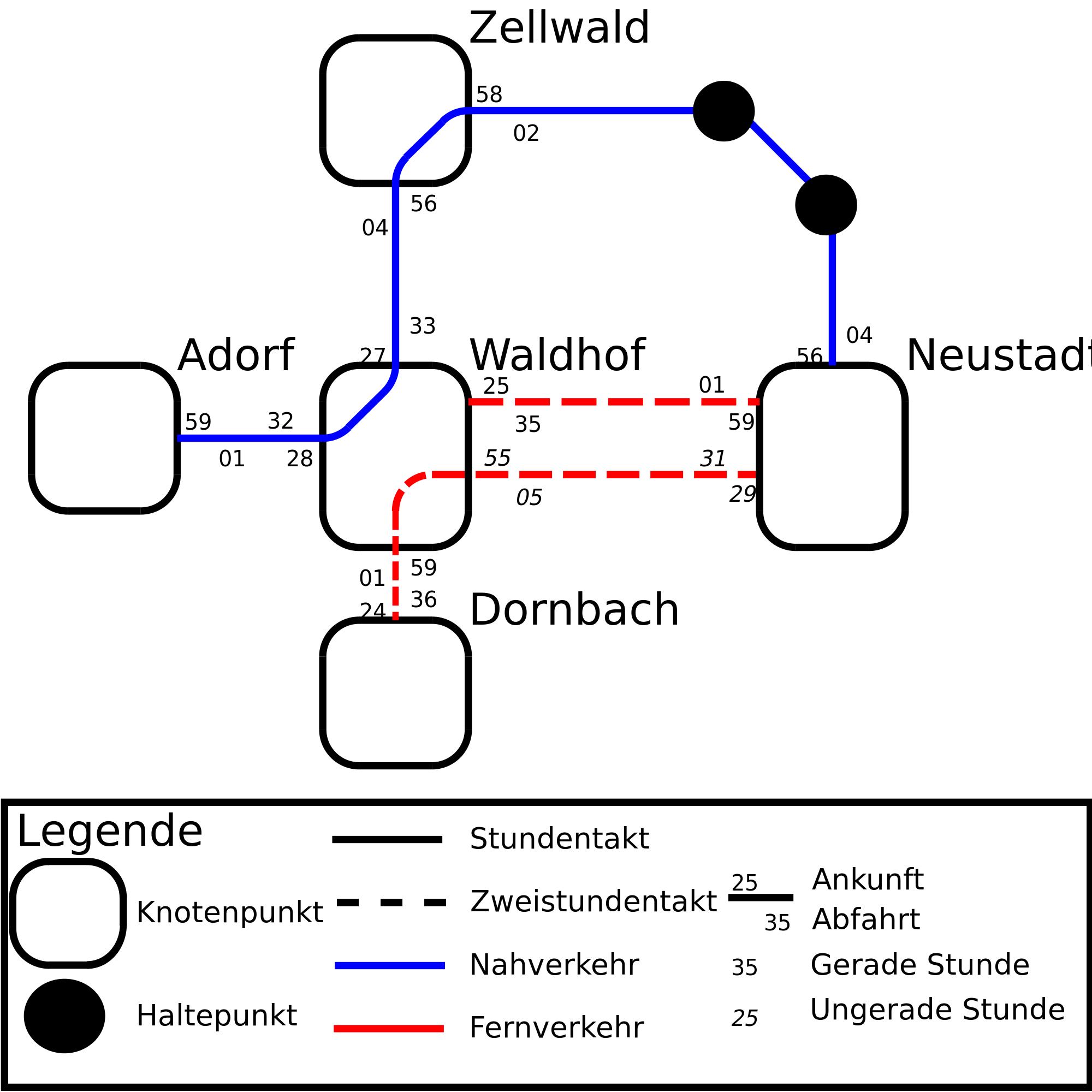
5つの節点と2つの乗り換えのない駅を有するネッツグラーフィ（架空）の例

ネッツグラーフィ（de:Netzgrafik、Linientaktkarte、Liniennetzkarte、 ITF-GraphまたはRoutengrafik）は、乗換駅を節点、単位時間あたりの運行系統を枝としたグラフにより、主としてパターンダイヤを路線図上で表現するダイヤグラムである。これは、時刻表から毎時あたりのスケジュールに精緻に置き換える手法である。

## 歴史
ネッツグラーフィは、路線図と運行系統の組み合わせにより作成される。第1段階では路線図そのものを下図とし、第2段階で各接続駅を節点として単位時間当たりの運行数の枝を節点間に引く。このような作図は1855年にスイスポストにより初めて行われた。そこでは、郵便線路図に主要郵便局における郵便馬車の発着時刻が記載され、1本の枝はひとつの逓送便を示していた。現代のネッツグラーフィでは、1本の枝は単位時間当たりの運行系統1往復を示している。
ドイツ連邦鉄道は、1950年代末から1990年代に掛けて、その発行する時刻表（冊子）に「F-Netz in der Brieftasche（財布に入る特急網）」、「IC-Netz in der Brieftasche（財布に入るIC網）」、「InterCity-Fahrplan（インターシティ時刻表）」または「City-Fahrplan ICE/EC/IC（ICE/EC/IC 都市間時刻表）」の名称でネッツグラーフィを添付した。
ネッツグラーフィを用いた列車計画法は、1970年代初めからスイス連邦鉄道において導入され、1982年に実施されたタクトファールプランと呼ばれる列車ダイヤの作成に使われた。このスイス連邦鉄道の取り組みは、オランダ国鉄が1970年に実施したタクトファールプランを受け継ぐものである。
スイスでのタクトファールプラン実施20周年を記念して、ルツェルンの出版社Minirexの刊行する"Schweizer Eisenbahn-Revue" 2002年7月号において、初めて乗客のためにネッツグラーフィが発表された。これはSMA und Partnerが開発したViriatoというプログラムにより作図されたもので、以後もMinirexの刊行する雑誌で改正版が発表されている。また、2013年ダイヤ（2012年12月9日から2013年12月14日まで実施）からは、スイス交通省の運営する公式時刻表サイトにも掲載された。それらに加え、チューリッヒのSバーンをはじめ、ノルウェー南部やオーストリアについてもSMA社が作成したネッツグラーフィが公表された。
ドイツでは、ライン＝マイン都市圏のSバーンで "Streckenfahrplan" と呼ばれるネッツグラーフィが、アーヘン運輸連合で "Taktfahrplan" と呼ばれるネッツグラーフィが、また、ヴェストファーレン南旅客運輸広域連合でもネッツグラーフィが、それぞれ旅客案内に用いられている。ライン＝ネッカーのSバーンでは、折りたたみ式時刻表にVCD-Fahrplankärtchens（VCD時刻表カード）というカード型のネッツグラーフィが添付されている。バイエルン鉄道は、2013年以来、バイエルン州及びミュンヘンSバーンのネッツグラーフィを毎年公表している。
2015年、Kompetenzcenter Integraler Taktverkehr NRW（KC ITF NRW）社はSMA社の協力を得て、ノルトライン＝ヴェストファーレン州のネッツグラーフィを作成した。
このほか、ネッツグラーフィは、鉄道事業者や行政機関による長期的な鉄道輸送計画の策定にも用いられる。

## 表記方法

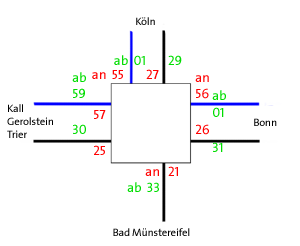
4方向からの路線が集まるオイスキルヒェン駅の発着パターンを示した例。駅を示す四角に近い赤字は着時刻(an)、遠い緑字は発時刻(ab)、青線は毎正時前後に、黒線は毎時30分前後にそれぞれ接続を取る系統をそれぞれ示している。

一般に、ネッツグラーフィは実際の運行系統をある程度省略して表記される。すなわち、日中など代表的なダイヤパターンについて記載されるため、列車の接続体系の概要を示したものとなる。なお、早朝深夜などの例外や、若干のパターン逸脱については注釈で示されることもある。
例として、Minirex、スイス連邦鉄道及びSMA社が作成したスイスのネッツグラーフィの表記方法を示す。他のネッツグラーフィでは相当異なる場合もある。
- 主要駅は駅名を添えた長方形で示され、小駅は駅名を省略して黒丸又は複数駅をまとめて白丸（駅数を付記）で示される。駅の配置はおおむね地理的に記載される。
- 各運行系統1往復は、駅を通る線（枝）として示され、系統番号が付記される。系統や列車種別を識別するため、線の種類（点線や破線など）や色分けが使われる。
- 各枝の主要駅のそばに発時刻及び着時刻の分が記載される。2時間おきに走る系統の場合、分を示す数字の書体（斜体字か正体字か）によって奇数時か偶数時かを識別する。発時刻か着時刻かは記載位置（駅を示す長方形に遠いか近いか）により識別する。1時間に複数本走る系統（たとえば1時間に3往復が20分おきに走る系統）の場合は、複数本まとめた枝に毎時1往復の時刻（分）のみ記載される（20分おきに走る系統の場合、記載された時刻の20分後及び40分後にも同じ系統の列車が走ることになる）。
- 多層建て列車の分割併合などは特別の記号で示される。
- 上記に加え、さらに必要な注釈が付される。

## 特徴
1次元の路線と時刻との関係を示すダイヤ図は、列車ごとの速度や列車交換、待避や運用を示すのに適している。ひとつの本線から数本の支線が分岐している路線形態でもなおダイヤ図は有効であるが、支線どうしの接続駅があったり、複数の本線に接続する支線があったりする網状に広がった路線網において、複数の接続駅の接続時間を評価したり、系統ごとの運行頻度を一覧するために2次元で示されたネッツグラーフィが有効である。
ただし、運転間隔が60分の約数又は倍数以外（45分間隔、90分間隔など）の系統の記載は注釈に頼るしかない。また、定時性の乏しいものは計画（時刻表）上での接続時間の評価が困難であり、バスや路面電車のような路面交通においてはあまり用いられない。

## コンピュータプログラム
ネッツグラーフィの作図は、通常、FBS、Optitakt、RailSys、TAKT、Viriatoといった、通常、運行計画の策定・分析のためのコンピュータプログラムによって作成された時刻表データから自動的に転送することで行われる。さらに、製図ソフトや表計算ソフトによるデータを編集者が手動で適用することで完成させる。

## 変種

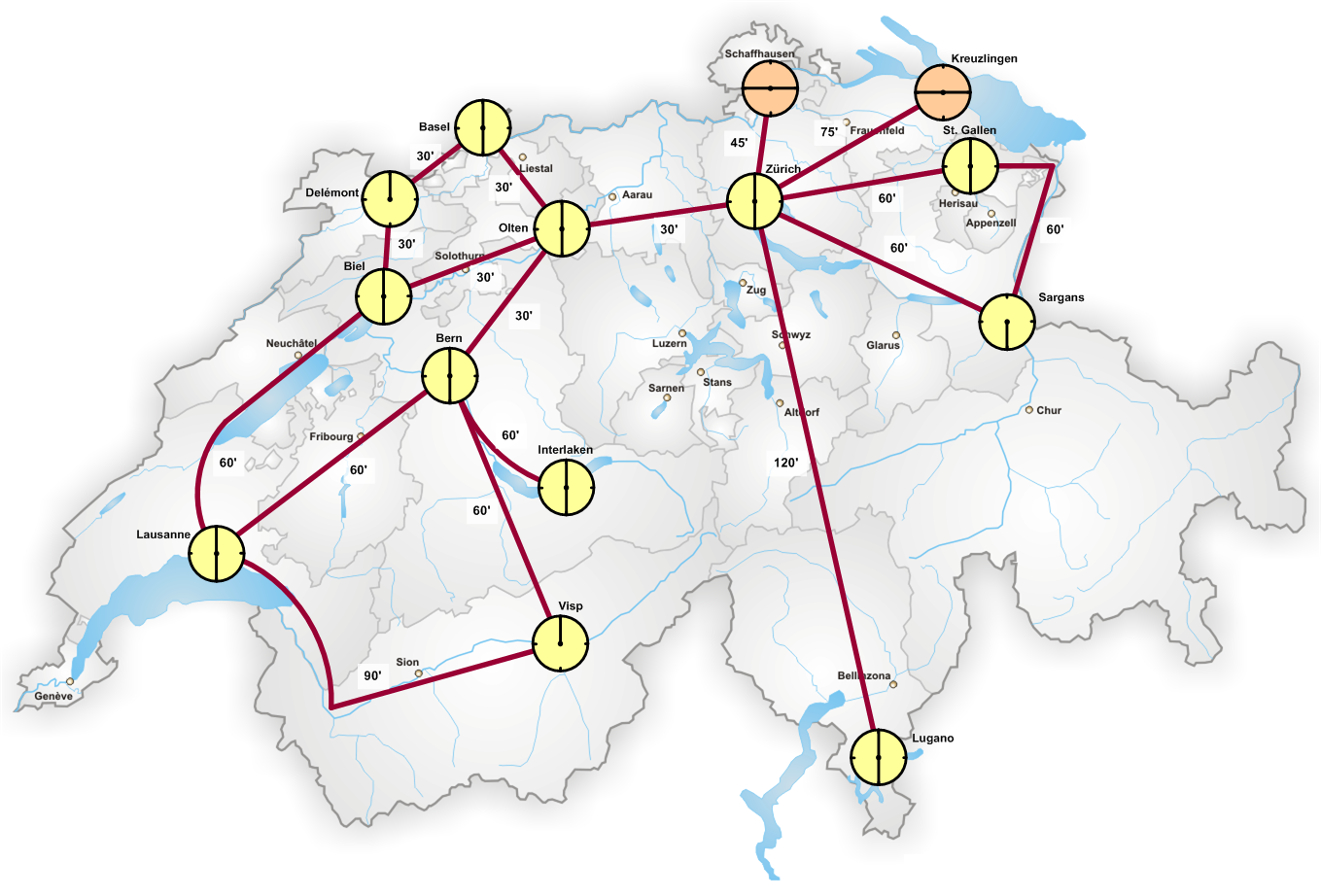
バーン2000計画第2段階における2030年の計画を示すネッツグラーフィ

分単位のネッツグラーフィから派生した、タクトファールプランにおける接続駅（Taktknot）を節点としたネッツグラーフィが用いられる。この場合、接続駅における乗り換え時間帯が15分単位で示される。
また、別の形のネッツグラーフィは「時刻表地図（Fahrplankarte）」と呼ばれる。これは、所要時間を付記した路線図に似たもので、通常は分単位の発着時刻は付記されていない。